# Hedvig Skarstedt
Hedvig Frideborg Paulina Skarstedt, född 21 februari 1869 i Lund, död 10 juli 1954 i Lund, var en svensk målare och teckningslärare. 
Hon var dotter till kyrkoherden och professorn Carl Wilhelm Skarstedt och Ida Paulina Westdahl. Skarstedt studerade vid olika privata målarskolor i Stockholm och Köpenhamn 1890–1895. Hon var huvudsakligen verksam med landskapsmåleri från Skåne, Bornholm och Skagen. Hon medverkade ett tiotal gånger i Skånes konstförenings salonger i Malmö 1914–1946 och i Konstföreningen för södra Sveriges utställningar i Malmö och Lund, Göteborgs konstförenings utställning på Valands, Skånska konstnärslagets utställningar i Malmö och Lund, Industri och konstutställningen i Lund 1907, Föreningen Svenska Konstnärinnor utställningar i Stockholm 1911 och 1917 samt i utställningen Lundakonstnärer som visades på Lunds universitets konstmuseum 1919 samt Konstnärsgillets utställningar i Lund. En minnesutställning med hennes konst visades på Konstnärsgillets utställning 1954. Hedvig Skarstedt är begravd på Norra kyrkogården i Lund.